# Peltodytes pedunculatus
Peltodytes pedunculatus är en skalbaggsart som beskrevs av Willis Blatchley 1910. Peltodytes pedunculatus ingår i släktet Peltodytes och familjen vattentrampare. Inga underarter finns listade i Catalogue of Life.